# Estação Estudantes
A Estação Estudantes é uma estação ferroviária, pertencente à Linha 11–Coral da CPTM, localizada no município de Mogi das Cruzes. Situa-se numa posição privilegiada, estando próxima às universidades (UBC e UMC), ao Mogi Shopping, ao Terminal Estudantes e ao Terminal Rodoviário Geraldo Scavone, quais são pontos finais de várias linhas de ônibus.

## História

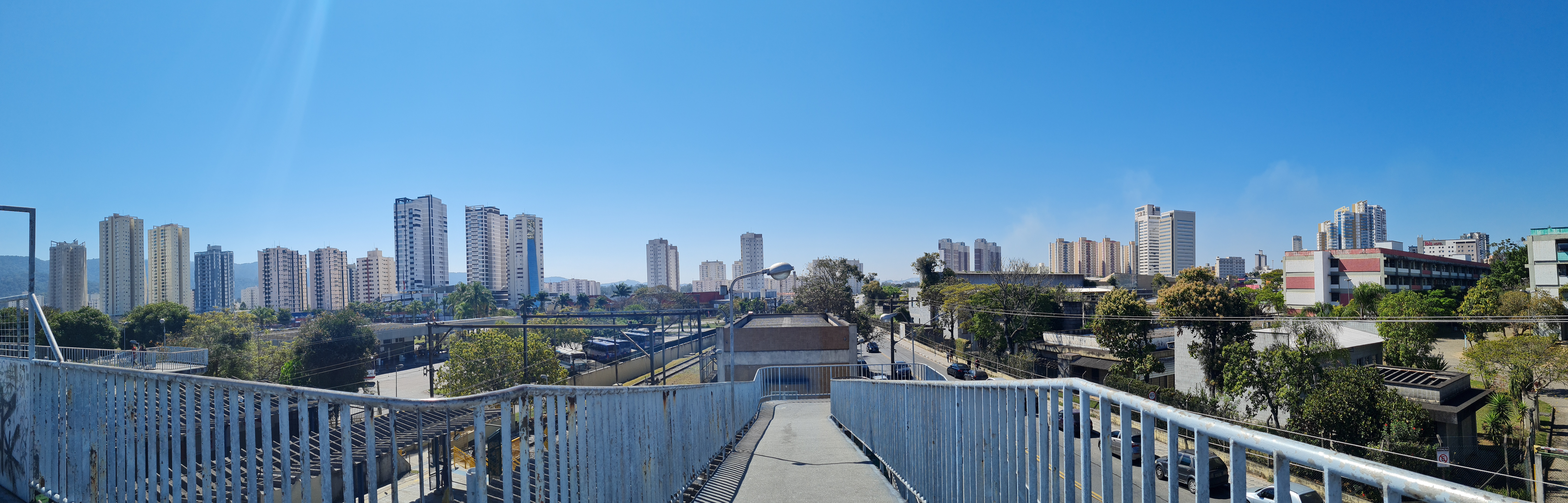
Visão panorâmica de Mogi das Cruzes a partir das escadas da estação Estudantes

A criação da Universidade Braz Cubas (1940) e Universidade de Mogi das Cruzes (1962) fez com que um intenso tráfego de estudantes de São Paulo, Suzano, Ferraz de Vasconcelos, entre outras cidades, afluísse para a cidade de Mogi das Cruzes. Até então, a linha de trens de subúrbio tinha como estação terminal Mogi das Cruzes, obrigando os alunos a tomarem um ônibus para percorrerem os dois quilômetros restantes até esses dois campus  universitários. Com o aumento da demanda, a RFFSA criou dois trens especiais para atender a essa demanda: o Alvorada e o Estudantes. Enquanto o primeiro era um expresso de tarifa diferenciada, o segundo atendia exclusivamente a demanda dos estudantes de Mogi. Numa de suas viagens, em 8 de junho de 1972, uma falha elétrica causou uma colisão entre o trem dos estudantes e um trem expresso diesel. O acidente provocou a morte de 23 pessoas e ferimentos em outras 100. No rescaldo da tragédia, a sociedade mogiana cobrou a expansão do trem de subúrbios até a região das universidades.
Em fins de 1975 a RFFSA contrata a empresa Civilia Ircos Construções e Comércio Ltda para construir uma nova estação, no valor de Cr$4.500.000,00. As obras foram iniciadas em 20 de fevereiro e a promessa era de que ficariam prontas em meados de agosto. Atrasos, porém, fizeram com que a estação Estudantes fosse apenas inaugurada em 10 de novembro de 1976. No mesmo dia, os primeiros novos trens da Série 400 foram entregues ao tráfego.
Em 1994 foi repassada à CPTM, que operou a estação como extensão com partidas programadas em alguns horários da Linha Variante Mogi, por conta do trem ter atravessar 4 passagens de nível na região central de Mogi das Cruzes causando interrupções no trânsito. Em meados da década de 2000 essa operação foi abolida e o trem passou a operar no horário do restante da linha (4h-0h).

## Projetos
A CPTM contratou dois projetos de modernização para a estação:
- Em 2005 foi contratado o Consórcio Coplaenge / Estática/ Teuba pelo valor de R$ 914.186,70 para projetar uma nova estação [4]
- Em 2012 foram contratadas as empresas VETEC e JBMC para projetar uma nova estação [5]

Apesar dos projetos, nenhuma obra ainda saiu do papel.

## Tabela
| Sigla | Estação    | Inauguração            | Integração               | Plataformas         | Posição    | Notas                              |
| ----- | ---------- | ---------------------- | ------------------------ | ------------------- | ---------- | ---------------------------------- |
| EST   | Estudantes | 10 de novembro de 1976 | Bilhete Único da SPTrans | Centrais e laterais | Superfície | Estação construída no padrão RFFSA |